# 井草凖一
井草 凖一（いぐさ じゅんいち、1924年1月30日 - 2013年11月24日）は、日本の数学者。ジョンズ・ホプキンズ大学名誉教授。勲三等瑞宝章受章者。
群馬県群馬郡清里村（現・前橋市青梨子町）生まれ。旧制群馬県立前橋中学校（現・群馬県立前橋高等学校）、旧制第一高等学校を経て、東京大学理学部数学科を首席で卒業。
代数幾何学と数論についての世界的な研究で知られる。井草ゼータ関数、井草の四次函数、井草グループ、井草バラエティなどで知られる。
1962年にストックホルムで開催された国際数学者会議で招待講演を行っている。

## 書籍
- Igusa, Jun-ichi (1972), Theta functions, Die Grundlehren der mathematischen Wissenschaften, 194, Berlin, New York: Springer-Verlag, ISBN 978-3-540-05699-7, MR0325625
- Igusa, Jun-ichi (1978), Forms of higher degree, Tata Institute of Fundamental Research Lectures on Mathematics and Physics, 59, Bombay: Tata Institute of Fundamental Research, ISBN 978-0-387-08944-7, MR546292
- Igusa, Jun-ichi (2000), An introduction to the theory of local zeta functions, AMS/IP Studies in Advanced Mathematics, 14, Providence, R.I.: American Mathematical Society, ISBN 978-0-8218-2015-5, MR1743467